# 대진국 (여진)
대진국(大眞國)은 금나라의 요동선무사(遼東宣撫使) 포선만노가 요동의 요양(금나라 동경)에 세웠다가 남경(연길시)에 도읍을 옮겼으나 몽골에게 멸망 당한 나라이다. 동진국(東眞國) 또는 동하국(東夏國)이라고도 한다.

## 같이 보기
- 금나라
- 여진
- 서하
- 동요국
- 후요